# Mount Ellery (Victoria)
Der Mount Ellery ist ein 1280 Meter hoher Berg, der zum Errinundra-Plateau im Errinundra-Nationalpark im östlichen Gippsland des australischen Bundesstaats Victoria gehört.